# Kribia leonensis
Kribia leonensis är en fiskart som först beskrevs av Boulenger, 1916.  Kribia leonensis ingår i släktet Kribia och familjen Eleotridae. IUCN kategoriserar arten globalt som starkt hotad. Inga underarter finns listade i Catalogue of Life.